# Koekelberg
Koekelberg (fr.) i (niz.) je jedna od 19 dvojezičnih općina u Regiji glavnoga grada Bruxellesa u Belgiji.
Graniči s briselskim općinama Jette, Sint-Jans-Molenbeek, Ganshoren i Sint-Agatha-Berchem.
Ovo je najmanja općina u Bruxellesu prema broju stanovnika. Ovom četvrti dominira Nacionalna Bazilika sv. Srca (Basilique Nationale du Sacré-Cœur ili Nationale Basiliek van het Heilig-Hart). Koekelberška bazilika je jedna od najvećih rimokatoličkih crkvi na svijetu. 

## Vanjske poveznice
- (fr.) (nizoz.) Službena stranica općine  Arhivirana inačica izvorne stranice od 5. rujna 2008. (Wayback Machine)